# Sala silvergruva

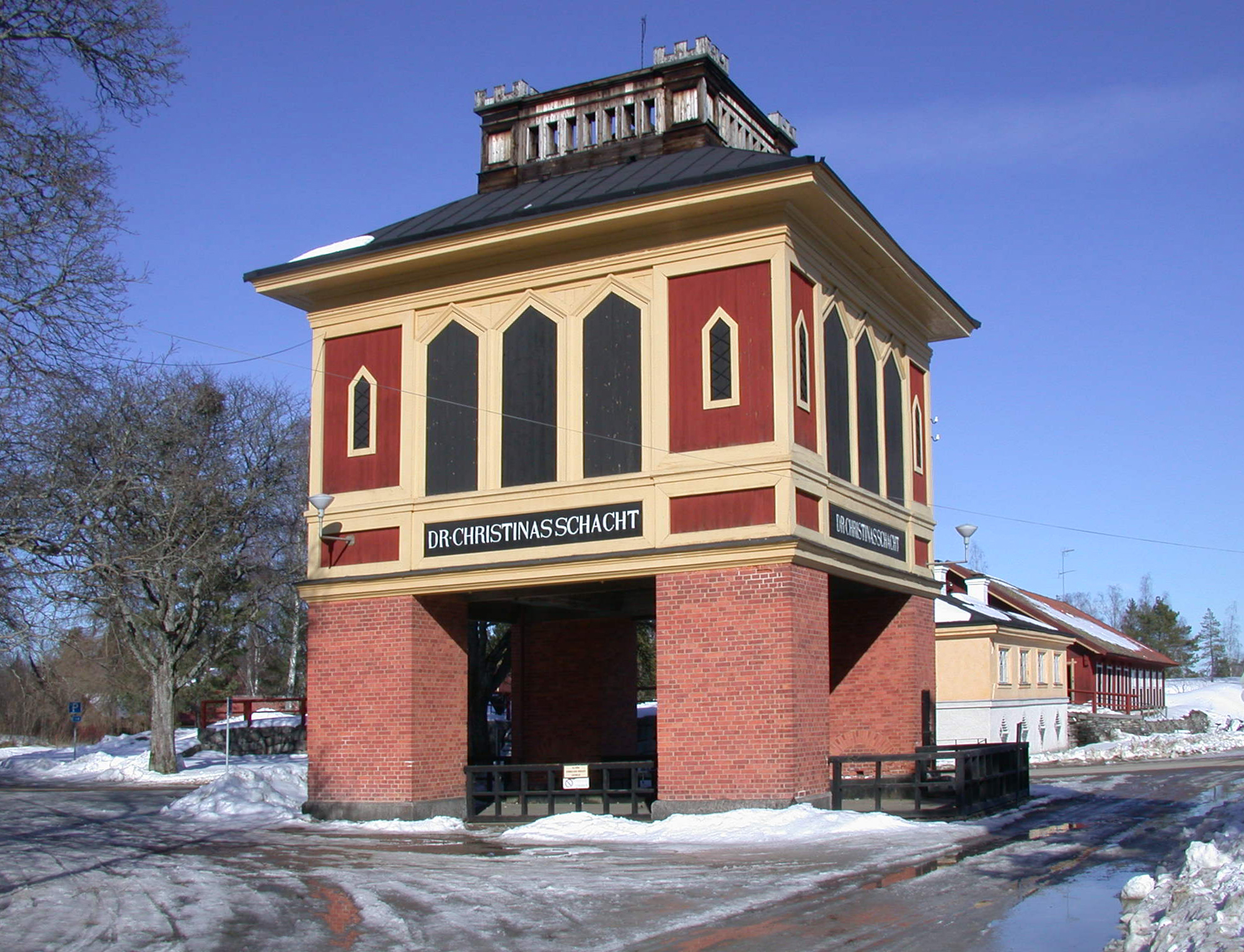
Drottning Christinas schakt

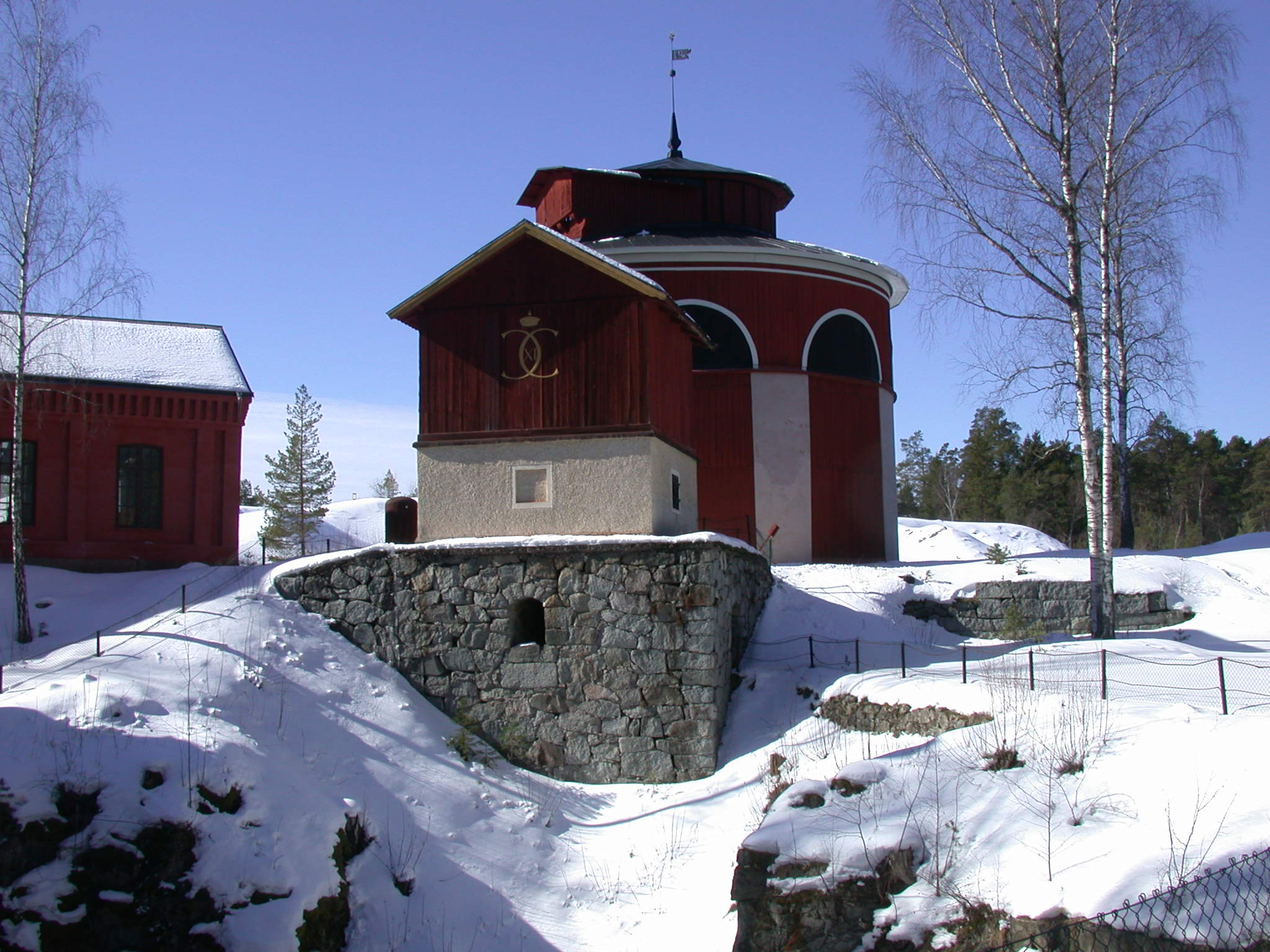
Karl XI:s schakt

Sala silvergruva är en silverfyndighet och tidigare gruva i sydvästra Sala, Västmanlands län, i kontinuerlig drift från 1400-talet till 1908. Den sista gruvan, Bronäsgruvan, stängdes 1962. Silvergruvan utgjorde ett eget bergslag, Sala silverbergslag (sedermera Sala Bergslag), och ett eget bergmästardöme, Första bergmästardömet. Innan dess avgjordes brottmål i Gruvrätten.
Gruvan hade tre storhetstider: början av 1500-talet, mitten av 1600-talet och slutet av 1800-talet. Under de bästa åren på 1500-talet producerades 3–5 ton silver per år och totalt utvanns mer än 450 ton silver och omkring 40 000 ton bly. Gruvans djup blev mer än 300 meter, med en sammanlagd längd av orter och rum på över 20 km. Sala silvergruva är därmed den i särklass viktigaste silverfyndigheten i Sverige. Silvret var viktigt som myntmetall och gruvan var enligt Karl IX Riksens förnämsta Clenodium.
Sala stad anlades för gruvans skull av Gustav II Adolf 1624 och man anlade även två stora vattensystem med sjöar och dammar som försåg gruvan och hyttan med energi. Under vissa perioder på 1500- och 1600-talet användes krigs- och straffångar vilket kallades bergsfriden. Hantverkande tyska bergsmän inkallades ofta till högre tjänster vid gruvan.

## Historia
Gruvbrytningen vid det som kom att bli Sala silvergruva startade i början eller mitten av 1400-talet, men det är först i början av 1500-talet som statsmakten börjar intressera sig för gruvan. Bergsmän skall vid julen 1511 kontaktat Svante Nilsson (Sture) för att förhandla om privilegier för gruvan. Privilegiebrev för gruvan utfärdades av Sten Sture den yngre 1512. I privilegiebrevet föreskrevs att allt silver skulle säljas till kronan, och sedan Gustav Vasa kommit till makten såg han nog till att ta kontroll över gruvan för att se till att detta efterlevdes. 1534 påbjöd han att alla gamla hyttor ute i byarna runt gruvan skulle nedläggas och rivas och all utvinning centreras till gruvan för att lättare kunna kontrolleras. Han lät efterhand även sina fogdar själv bryta och utvinna silver. Skatten höjdes också efterhand, från början var den på 1/10 av det utvunna silvret, 1539 höjdes den till 1/7, 1540 till 1/5 och 1542 till 1/3. Priset som kronan betalade för silvret var också lågt och efterhand kom all gruvbrytning att tas över av staten vartefter bergsmännen gav upp. Då kungen på 1550-talet kallar gruvan för "Vårt och Kronans berg" skedde all gruvbrytning av kronan. Större delen av skatterna från bönderna runt Salatrakten kom även att utgå i form av naturaprestationer till gruvan - leveranser av vet, träkol, timmer och körningar åt gruvan. De var även ålagda "vindkörningar" skyldighet att hålla dragdjur till uppfordringsmaskinerna vid gruvan.
De bästa åren var 1530- och 1540-talet, då man i genomsnitt utvann 3,5 ton fint silver årligen. Från Sturarnas tid finns inga siffror bevarade, troligen var utvinningen då ännu högre. Från 1550 minskade dock avkastningen, 1560 var den nere på en tredjedel av den tidigare utvinningen, och sjönk till 1570 ytterligare. 1600 var den nere på en fyrtiondel av vad den gett på 1540-talet. Flera ras inträffade och Johan III övervägde ett tag att helt lägga ned gruvan. Vid tiden för Älvsborgs lösen 1571 fanns här en tiondel av hushållen mot under gruvans glansdagar. Karl IX trodde dock på gruvan som han kallade Riksens förnämsta Clenodium, och lade ned mycket arbete på att återfinna de rika malmådrorna i gruvan, dock utan att lyckas öka avkastningen. Även Gustav II Adolf intresserade sig för gruvan och var den som 1624 lät ge Sala stadsprivilegier samtidigt som bebyggelsen flyttades från Sala gruvby till den nya staden. Man kom att påträffa nya fyndigheter och nya schakt togs upp som Sandrymingen, Kungsrymningen, Knecktschaktet, Kristinaschaktet och Makalösen. Alla visade de sig dock efter en tid sina. Även om utvinningen ökade mot de dåliga åren i slutet av 1500-talet kom de aldrig i närheten av resultaten under Gustav Vasas tid. Under Gustav Vasas tid börjar kronan därför att arrendera ut bruket till bergsmän. Från mitten av 1600-talet började dessa sluta samman för att gemensamt kunna förhandla med kronan om arrende. 1682 överläts brytningen på Sala bergslag, en sammanslutning av Salas bergsmän för evärdelig tid, ett privilegium som förnyades 1741.
Under Stora nordiska kriget uppstod brist på arbetskraft, och avkastningen blev under början av 1700-talet mycket svag. Under Daniel Bergenstiernas tid som bergshauptman 1734–1761 skedde dock en upprustning av gruvan som förbättrade avkastningen. Ökade lönekostnader och lågt silverpris ledde till att gruvan i början av 1800-talet gick med förlust. 1817 tillträdde dock Jakob Henrik af Forselles som bergshauptman, och han förbättrade utvinningsanordningarna, samtidigt som silverpriset åter steg, och 1863 kunde man nå en årsproduktion som inte uppnåtts sedan 1600-talet. Därefter föll dock tillverkningen åter. På 1870-talet förbättrades arbetsmetoderna, och 1880-1881 uppfördes ett nytt anrikningsverk av August Heberle varvid tillverkningen åter steg. Heberle uppfann även i slutet av 1880-talet en metod att utvinna silver ur de gamla avfallshögarna. Dammarna kring gruvan hade lagt stora arealer under vatten, något som från 1860-talet hade lett till ifrågasättandet av dessa dammar, samtidigt som statens innehav av gruvan, som inte var någon vidare affär alltmer ifrågasattes. Efter långa utredningar beslutades 1887 att gruvan skulle utan vederlag överlämnas till Sala bergslag. De av dammarna vattendränkta markerna skulle dock torrläggas och 1.000 tunnland åkerjord kom att utvinnas vid de följande torrläggningarna. 1890 sålde Sala bergslag gruvan till Sala silfververks aktiebolag, som lät anlägga en ny hytta vid gruvan. På grund av sjunkande silverpriser bar sig dock inte bolaget, och 1894 såldes gruvan till Aktiebolaget Salberget, som 1905 i sin tur överlät det på Aktiebolaget Sala Zink, som hade för avsikt att i stället för silver bryta de zinkfyndigheter som fanns i gruvan. Inte heller detta bolag bar sig, och 1909 såldes gruvan till Sala grufaktiebolag, som endast i ringa mån bröt silver där, utan i stället utvann silver ur malmer från andra gruvor.

## Geologi

### Berggrunden
Berggrunden i Sala Silvergruva består huvudsakligen av bergarten dolomitmarmor. Dolomitmarmorn är vanligen grå till grönaktig, men är lokalt vit. I Sala Silvergruva beror den gröna färgen på att marmorn innehåller andra mineral såsom serpentin, diopsid, tremolit och klorit vilka färgar marmorn grön. Dolomitmarmorn har regional utbredning och gränsar i öster mot den s.k. 'Salagraniten' och i väster mot metavulkanit (tidigare benämnd 'hälleflinta' och 'leptit')
Bergarterna är bildade för ca 1,89 miljarder år sedan under den geologiska era som benämns paleoproterozoikum. De har dock efter bildningen genomgått såväl deformation som metamorfos. Metamorfosen har yttrat sig i diverse mineralomvandlingar medan deformationen har yttrat sig i såväl veckning av ursprungligen flackt liggande lager, som skjuvning, d.v.s. förskjutningar längs med distinkta skjuvzoner. Den mest framträdande skjuvzonen i gruvan är den s.k. 'Storgruveskölen' vilken stryker N-NV parallellt med de malmkroppar som har brutits i gruvan. Storgruveskölen påträffas i regel i malmernas direkta närområde och användes därför som en ledare av gruvarbetarna när malmkroppar eftersöktes i berget.
Dolomitmarmorn var värdbergart för den silvermalm som bröts i Sala Silvergruva. Silvermalmen satt oftast som sprickfyllnader och körtlar i marmorn, men silvermalmen var inte alltid lätt att hitta. Det mesta av marmorn innehöll nämligen ingen silvermalm. 
Dolomit är det enda som idag bryts i Salatrakten medan silvergruvan är nedlagd sedan länge. Bara drygt 100 m väster om silvergruvan ligger Tistbrottet där dolomitmarmor bryts för industriändamål. Dolomit används vid tillverkning av spackel, kosttillskott, trädgårdskalk, cementtillverkning, byggnadssten, eldfasta material osv. 
Öster om Sala Silvergruva är den vanligaste bergarten 'Salagranit'. Denna bergart har varit en viktig byggnadssten i Salatrakten. Många av byggnaderna vid gruvområdet har fundament byggda av 'Salagranit', t.ex. spelhussänkningen vid Drottning Christinas Schakt.

### Malmen
Silver är den ädlaste metall som har brutits i gruvan, därav dess epitet. Ser man till mängden av producerad metall så visar det sig dock att Sala även har varit en av Sveriges viktigaste producenter av metallerna zink och bly under historien. Detta är ingen slump, de tre metallerna åtföljer nämligen ofta varandra i berggrunden i s.k. sulfidmalmer. 
I sulfidmalmer förekommer metaller kemiskt bundna till grundämnet svavel. I Sala är det framförallt sulfidmineralen blyglans och zinkblände som har brutits för silverutvinning. Dessa mineral är nämligen inte helt rena i Sala Silvergruva utan innehåller mikroskopiska inneslutningar av olika silverföreningar såsom amalgam, dyskrasit, allargentum, pyrargyrit, tetrahedrit och miargyrit. Detta leder till en enorm förhöjning av silverhalten i malmen. Zink och bly var först biprodukter av silverutvinningen men de kom med tiden att dominera gruvans produktion. 
Blyglansen i Sala tycks som regel haft en silverhalt mellan 0,15 och 1 % även om högre och lägre halter har rapporterats. Detta kan låta blygsamt men blyglansen i Sala är bland de silverrikaste vi känner till på jorden. Medelhalten av silver i jordskorpan är endast kring 0,000 000 5 %, i Salas blyglans är alltså silverhalten mer än 300 000 gånger så hög. 
Zinkblände var inte enbart det viktigaste malmmineralet för zinkutvinning i Sala Silvergruva utan är industriellt det viktigaste zinkmineralet i världen. Silverhalten var inte riktigt lika hög i zinkbländet men den låg ändå kring 0,015-0,02 % vilket är en fullt acceptabel halt för brytning. 
Förutom zinkblände och blyglans har det funnits en del andra källor till silver i Sala. Under 1500-talet bröts en extremt silverrik brunaktig malm som gick under namnet kofring. Ingen vet denna malms exakta sammansättning men den misstänks ha bestått av det klarröda mineralet pyrargyrit. Detta stämmer väl överens med att pyrargyrit blir brunaktigt när det utsätts för solljus. Dessutom är Salamalmen ovanligt rik på grundämnet antimon vilket är en av huvudbeståndsdelarna i pyrargyrit. Ren pyrargyrit har en silverhalt på 59,75 % så även om pyrargyriten i Sala endast förekom accesoriskt så bör silverhalten ha varit extremt hög.
Sala är jämte Långban, norr om Filipstad, enda fyndorter i Sverige för blyockra.

## Tidigare ägare
Sala silvergruva var det sista bergsregalet, och kronan ägde den till 1887. Ägare till gruvan har varit Sala Silfververks AB, AB Salberget, Sala Zink AB, Sala Gruf AB, AB Svenska Metallverken i Västerås och Avesta Jernverks AB, som fram till 1962 bröt blyglans, zinkblände och silver. Detta skedde i Bronäsgruvan som ligger några hundra meter från det huvudsakliga gruvområdet.

## Nuvarande ägare
Sedan 1988 ägs gruvan av Sala kommun och idag är anläggningen en besöksgruva med ett gruvmuseum. Sala Silvergruva AB bildades 2005, med Sala kommun som huvudägare med ca 80 % av aktieinnehavet. De övriga aktieinnehavet ägs i huvudsak av ca 300 privata B-aktieägare där Länsförsäkringar Bergslagen och Sala Sparbank är de största ägarna.

## Sägen
Enligt en sägen från Österfärnebo socken i Gästrikland så var det gruvfrun (ett slags andeväsen) i silvergruvan i Nässja, strax söder om Österfärnebo, som talade om för gruvarbetarna att hennes systrar var mycket rikare. Efter att ha letat malm hos systrarna Vira, Lura och Kulla kom man till slut till den rikaste systern, Sala, och hos henne fann man en rik fyndighet.

## Gruvan idag
Idag är Sala silvergruva i huvudsak en turistattraktion, där man arrangerar nedstigningar i gruvan och guidade turer. I gruvan hålls även konserter och andra lämpliga festevenemang. Provborrningar görs i trakten efter nya silverfyndigheter. Troligen går det en silveråder till genom trakten. Redan under 1700-talet letade man efter ådern, men den ska ligga på ett större djup än den tidigare silverådern och är därmed svårare att hitta. 
Utöver gruvan finns ovan jord även små butiker som säljer konsthantverk, souvenirer, smide samt antikt och kuriosa. Även ett gruvmuseum med arkeologiska fynd från 1500-talets Gruvby, mineral, verktyg och Karl XI:s tunna från 1600-talet finns på gruvområdet. I 
slutet av juni varje år arrangeras Gruvans dagar och varje adventshelg inför jul arrangeras julmarknader. I mars 2008 besöktes gruvan av kronprinsessan Victoria, som precis som sina föräldrar, Carl XVI Gustaf och drottning Silvia några år tidigare, fick lämna sin namnteckning nere i gruvan.

Sala silvergruva förklaras som byggnadsminne i december 2013 av Länsstyrelsen i Västmanlands län. Byggnadsminnesförklaringen, som kommer att ge ett bättre skydd, omfattar ett 50-tal byggnader. Syftet är att bevara det unika området för framtida besökare. “Silvergruvan är genom sin långa historia och sin tidvis stora betydelse för Sveriges ekonomi av största värde för landets, länets och Sala stads historia”, säger landshövding Ingemar Skogö.

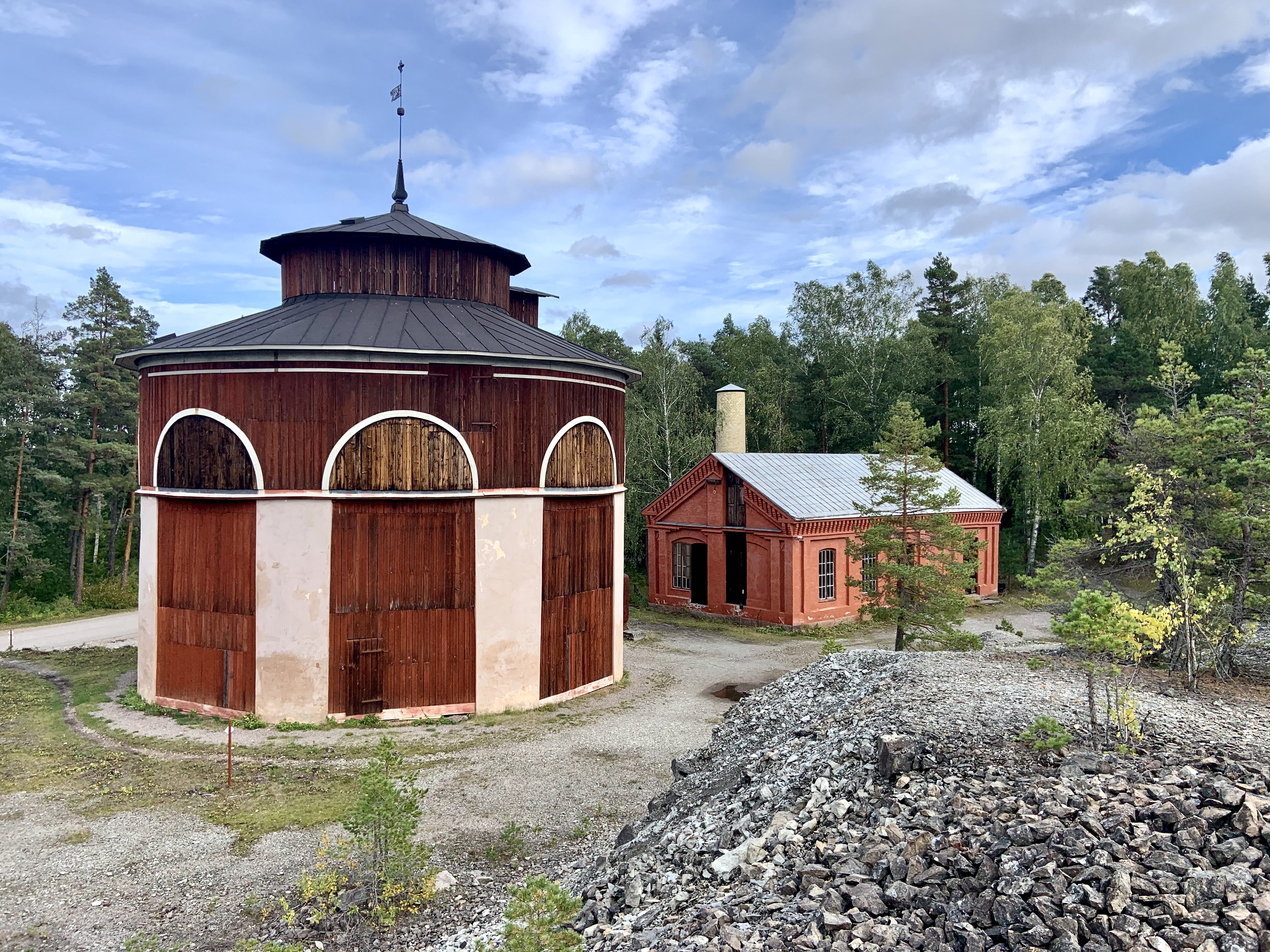
Karl XI:s schakt
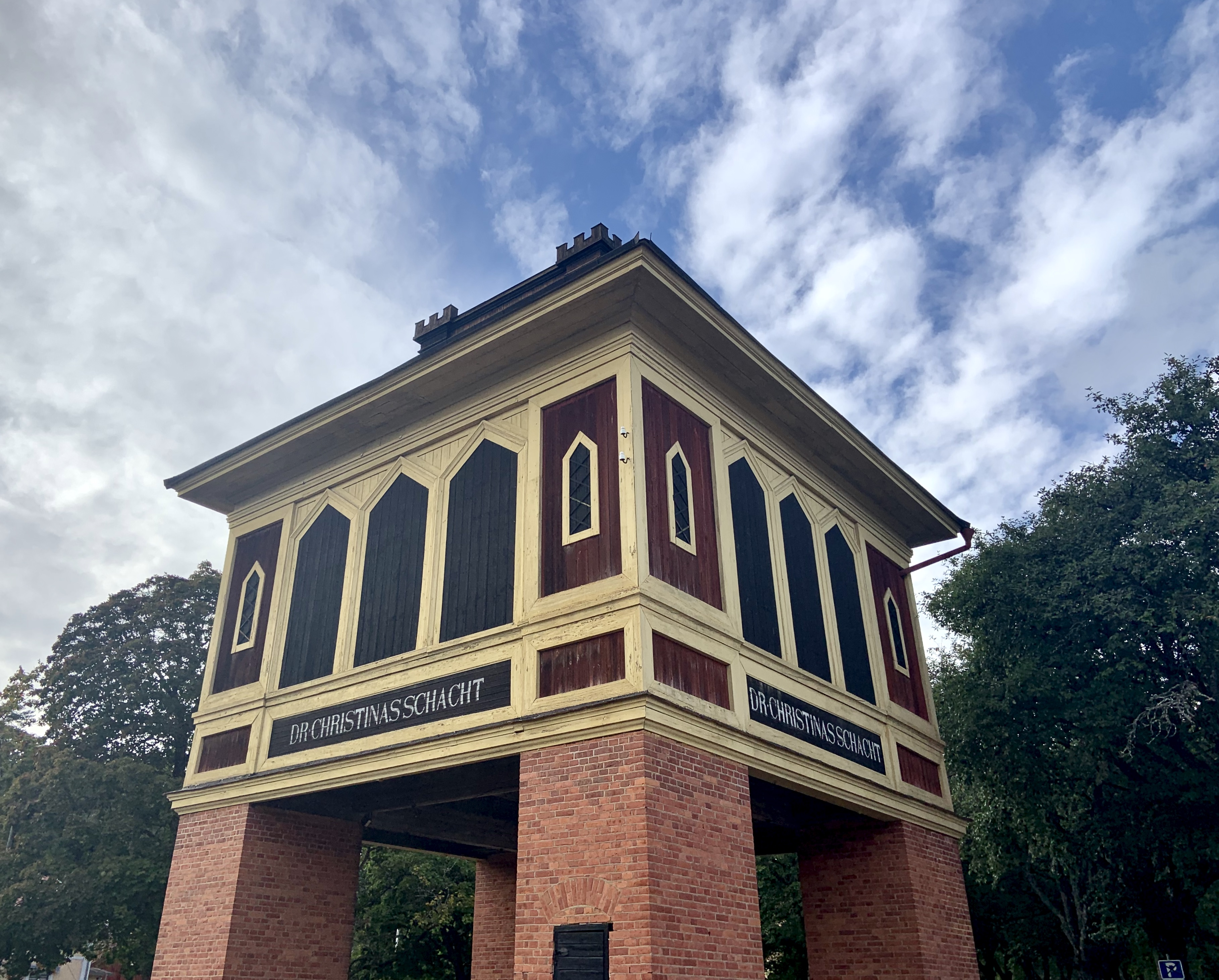
Drottning Christinas schakt
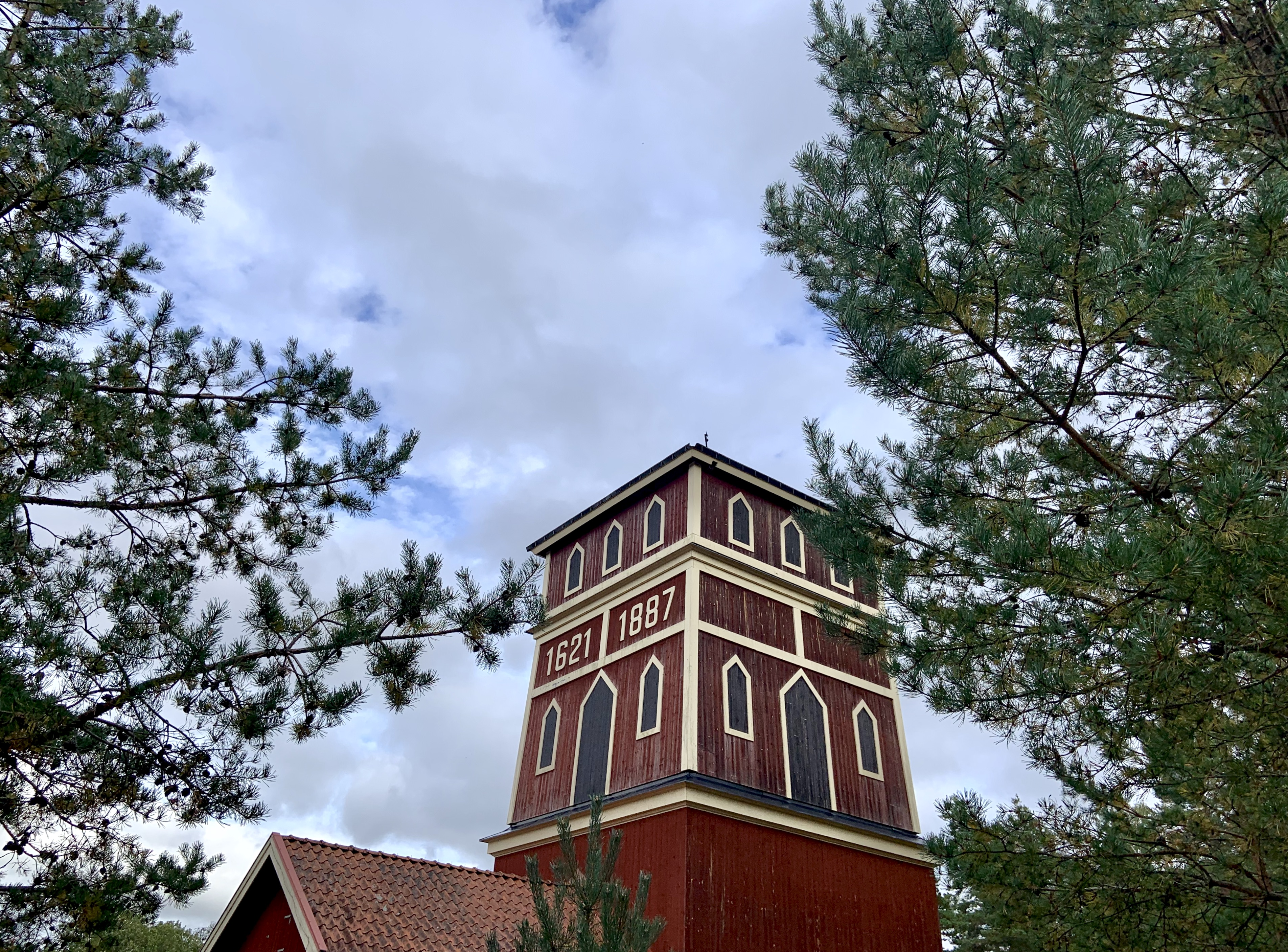
Knektschaktet
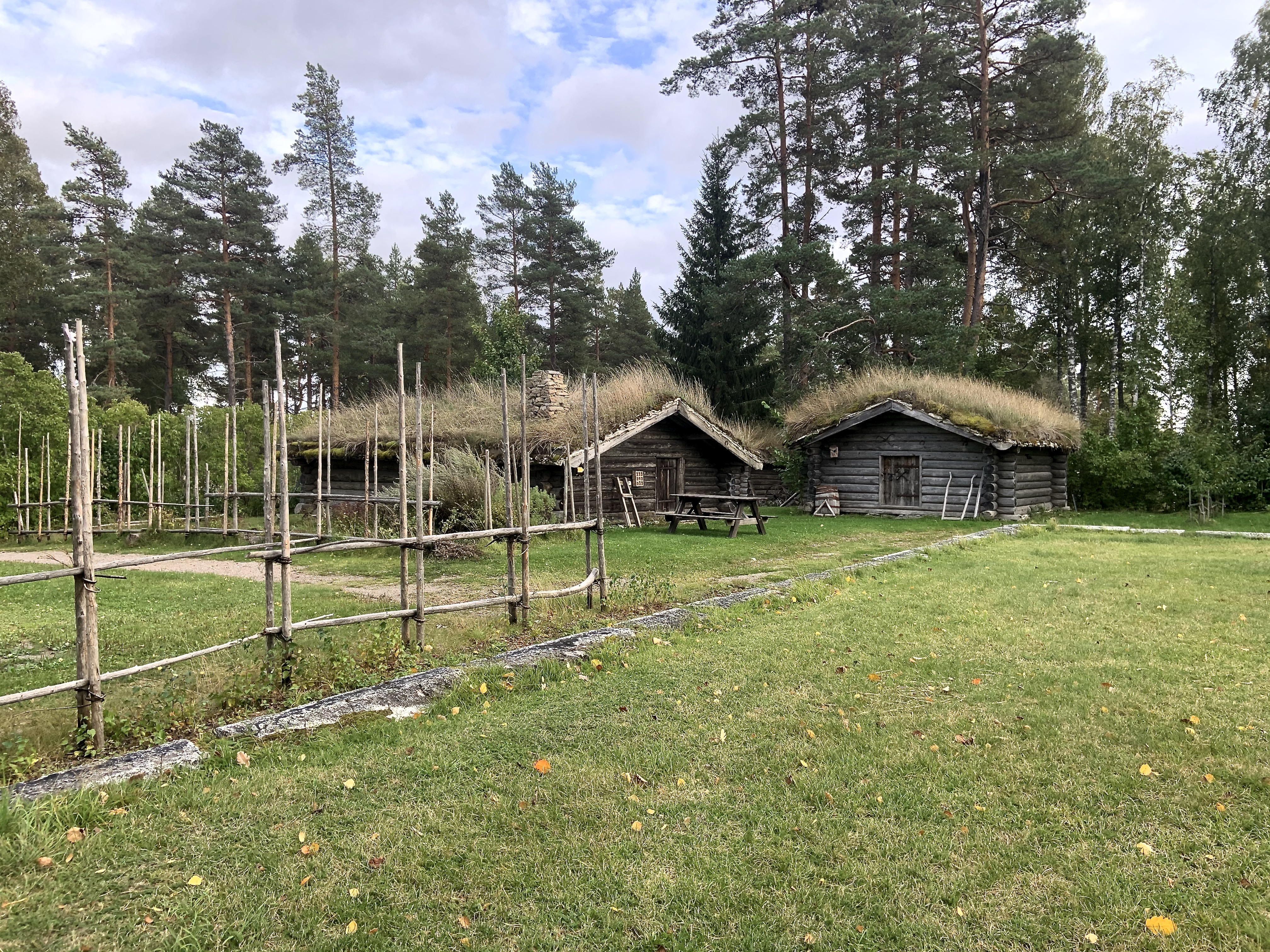
Lillgruvan
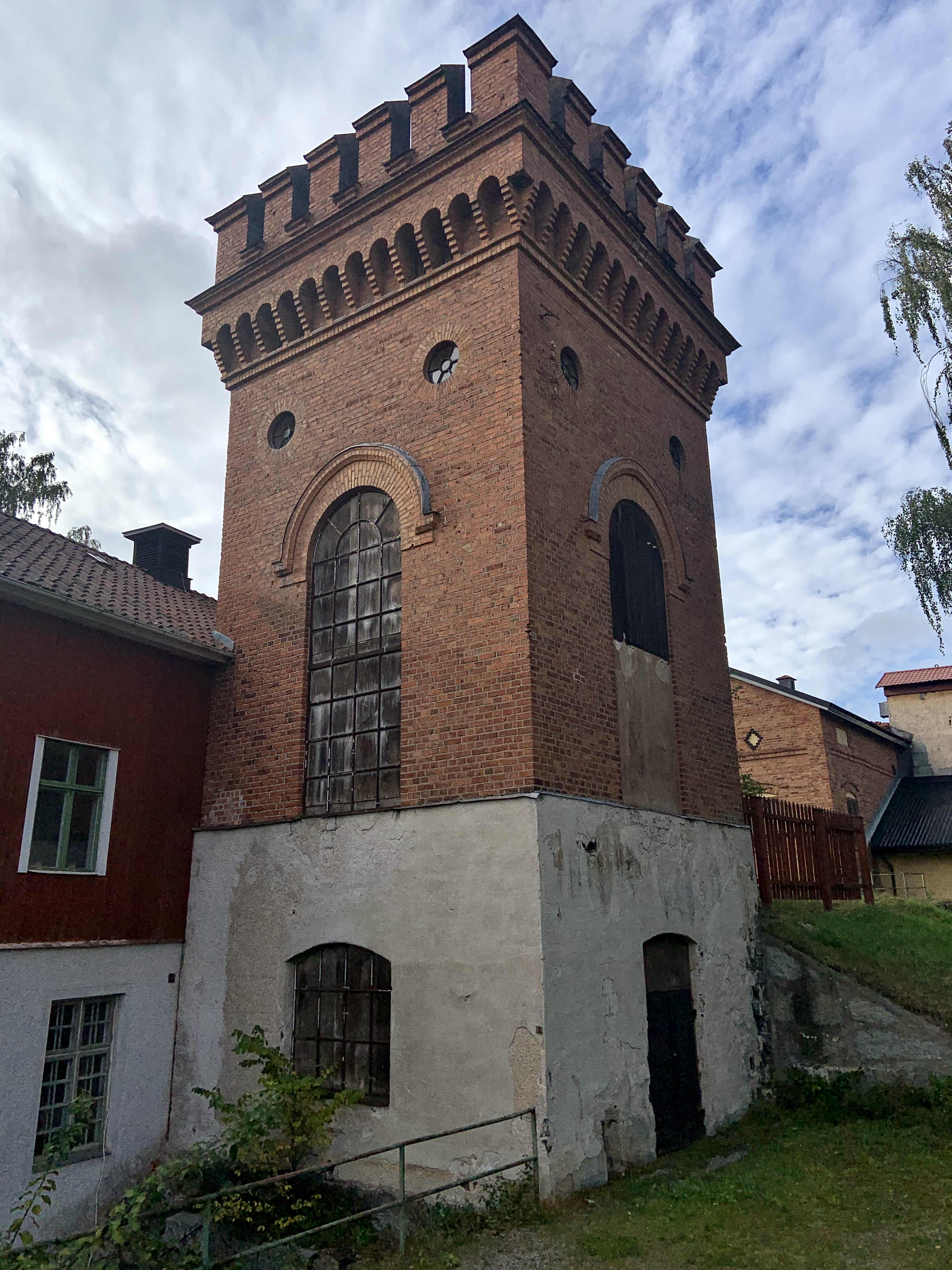
En del av gruvkontoret

## Rasrisk
Folk uppmanas att inte bo alltför nära gruvan på grund av rasrisk, på flera ställen i området runt omkring gruvan finns hål på runt 10–40 meter. På en plats, strax utanför tidigare restaurangen Silverrasten har ett bergrum i Bronäsgruvan störtat ihop och tagit med en bit av en cykelväg. Detta hål är idag vattenfyllt och omgivet av stängsel. Problemen med gruvhål som öppnar sig är inte ett problem endast begränsat till gruvområdet utan har även orsakat problem i andra delar av Sala tätort. På villaområdet Hagaberg har flera djupa hål öppnat sig i marken och utgjort en direkt fara för de boende. Problemet bottnar i att när gamla gruvan började sina på silvermalm återupptog man brytningen i äldre gruvhål (Aspenstorp, Biskopsgruvorna och Gravgruvan) som tidigare övergivits och vattenfyllts. Gruvhålen tömdes på vatten, innan man via en gruvgång från gamla gruvan började bryta silvermalm i gruvhålen. Gruvhålen var redan vid brytningen instabila och kontinuerligt lärde man sig förstärka väggar och tak för att undvika ras, bitvis var gruvgångarna i öppen dager redan då brytningen pågick. Villaområdet Hagaberg har senare byggts över Gravgruvan, ett av dessa gruvhål.